# Frederik Schikowski
Frederik Schikowski (* 1975) ist ein deutscher Musiker. Seine Musikstücke sind oft mit einfachen Mitteln produziert (Low Fidelity) und basieren meist auf Klängen von Yamaha-Keyboards.

## Leben
Schikowski trat erstmals 1998 erstmals mit dem selbstbetitelten Album Frederik Schikowski in Erscheinung. 1999 folgte die auf Lux Nigra veröffentlichte EP Mein kleines Pony, dessen Musik Schikowski in der Zeit von März 1998 bis Januar 1999 auf einem Yamaha PSR S650 komponiert hatte. Nach den beiden Alben Einblick ins Familienalbum (1999) und Tja, Nein (2001) erschienen einige Jahre keine weiteren Veröffentlichungen. 2013 erschien über The Brain Records / Sozialistischer Plattenbau das Album In geordneten Verhältnissen. 2020 erschien auf Young and Cold Records das in Kooperation mit der Künstlerin Ursula produzierte Album Welle a.
Schikowski lebt und arbeitet in Berlin.

## Diskografie (Auswahl)
Alben
- 1998: Frederik Schikowski (Irritant)
- 1999: Einblick ins Familienalbum (Irritant)
- 2001: Tja, Nein (Betrug)
- 2013: In geordneten Verhältnissen (The Brain Records, Sozialistischer Plattenbau)
- 2020: Ursula & Frederik Schikowski – Welle a. (Young and Cold Records)

Singles & EPs
- 1999: Mein kleines Pony (Lux Nigra)
- 1999: Janein (Trakehner)
- 2000: Ich möchte mich zusammenfalten und nur noch eine Mitte sein (Lux Nigra)
- 2008: Was hat das mit mir zu tun? (Esel)